# Henri Rouvière
Henri Rouvière (23 de diciembre de 1875, Bleymard (Lozère) - 26 de octubre de 1952) fue un médico francés y anatomista. Fue profesor de anatomía en la Facultad de Medicina de París en 1927 y fue  miembro de la Academia Nacional de Medicina.
Es recordado por su publicación en 1938 titulada: "La anatomía del sistema linfático humano",  era un estudio completo de la presentación, ubicación y clasificación de los ganglios linfáticos humanos y áreas de drenaje asociados con ellos. EL trabajo Rouvière  fue el resultado de la investigación básica sobre el sistema linfático realizado por el anatomista Marie Philibert Constant Sappey (1810 a 1896). Otras obras importantes de Rouvière son "Tratado de Anatomía humana, descriptiva, topográfica y funcional "  , el "Compendio de Anatomía y Disección"  "Atlas de Ayuda memoria de Anatomía" y "La Anatomía Humana".

## Publicaciones
| Obra (Título en francés)                                              | Año de publicación | Título en español                                                |
| --------------------------------------------------------------------- | ------------------ | ---------------------------------------------------------------- |
| Anatomie des Lymphatiques de l'Homme                                  | 1938               | Anatomía del sistema linfático humano                            |
| Anatomie humaine descriptive topographique et fonctionnelle           | 1932               | Tratado de Anatomía humana, descriptiva, topográfica y funcional |
| Atlas aide-mémoire d'anatomie                                         | 1940               | Atlas de Ayuda memoria de Anatomía                               |
| Compendium d'anatomie et de dissection                                | 1911               | Compendio de Anatomía y Disección                                |
| L’anatomie générale: origine des formes et des structures anatomiques | 1939               | La anatomía general: formas originales y estructuras anatómicas  |
| L’anatomie philosophique: la finalité dans l’évolution                | 1941               | La finalidad de la filosofía en la evolución                     |
| Vie et finalité                                                       | 1944               | La vida y el propósito                                           |
| De l’animal à l’homme                                                 | 1949               | A partir de los animales al hombre                               |
| L’ènegie vitale                                                       | 1952               | La energía vital                                                 |

## Homenajes

### Eponimia
- Ganglio de Rouvière (nombrado en su honor) :  es el ganglio que está en el  puesto más superior  del  grupo lateral de los ganglios linfáticos retrofaríngeos, ubicados en la  base del cráneo.[3]

- Museo de anatomía en París, en su homenaje como : "Museo Delmas-Orfila-Rouviere Rouviere" y también el  "College Henri Rouvière  " ubicado su ciudad natal de Bleymard.